# Курпаты
Курпа́ты (укр. Курпати, крымскотат. Kurpatı, Курпаты) — посёлок городского типа в городском округе Ялта Республики Крым (согласно административно-территориальному делению Украины — Ялтинский горсовет Автономной Республики Крым, в составе Ливадийского поссовета).

## География
Расположен в 8,5 км на юго-запад от Ялты, между Ореандой и Гаспрой, восточной границей Ялтинского заповедника и береговой линией Чёрного моря, высота центра села над уровнем моря 269 м. На 2020 год в Курпаты числится 2 улицы: Алупкинское шоссе и улица с таким же названием; на 2009 год, по данным поссовета, посёлок занимал площадь 55,4 гектара на которой проживало 414 человек.
Одно из самых теплых мест в Крыму — см. Южный берег Крыма. Климат очень близок к климату Ялты, однако морская вода чуть теплее (ближе основное Крымское течение), чище морская вода (значительно дальше от очистных сооружений в Отрадном и эту воду даже можно немного выпить без последствий для здоровья), солнечного сияния чуть больше (дальше от основной гряды Ялтинских гор на которых стоят облака), осадков чуть меньше (по той же причине — все выливается в Ялте), ветра также почти нет (защита с запада также как в Ялте обеспечена горами Ай-Петри и Могаби).

## Население
| 1979 | 1989  | 2001 | 2009 | 2010 | 2011 |
| ---- | ----- | ---- | ---- | ---- | ---- |
| 1068 | ↗1292 | ↘414 | ↘405 | ↗412 | ↘411 |
| 2012 | 2013  | 2014 | 2016 |      |      |
| ↗417 | →417  | ↘136 | ↗138 |      |      |

Всеукраинская перепись 2001 года показала следующее распределение по носителям языка
| Язык       | Процент |
| ---------- | ------- |
| русский    | 83,92   |
| украинский | 15,38   |
| другие     | 0,7     |

## История
Время образования поселения пока не установлено: согласно «Крымскотатарской энциклопедии», по данным всесоюзной переписи населения 1939 года в селе проживало 307 человек, при этом на последних довоенных картах никакое поселение не значится. Впервые в исторических документах Курпаты встречаются в «Справочнике административно-территориального деления Крымской области на 15 июня 1960 года», согласно которому посёлок уже входит в состав Ливадийского поссовета, как и на 1968 год, с 1971 года — посёлок городского типа. По данным переписи 1989 года в посёлке Курпаты проживало 1292 человека. С 12 февраля 1991 года селение в составе восстановленной Крымской АССР, 26 февраля 1992 года переименованной в Автономную Республику Крым. С 21 марта 2014 года в составе Крыма аннексировано Россией, с 5 июня 2014 года — в Городском округе Ялта.

## Курорт
Курортный комплекс:

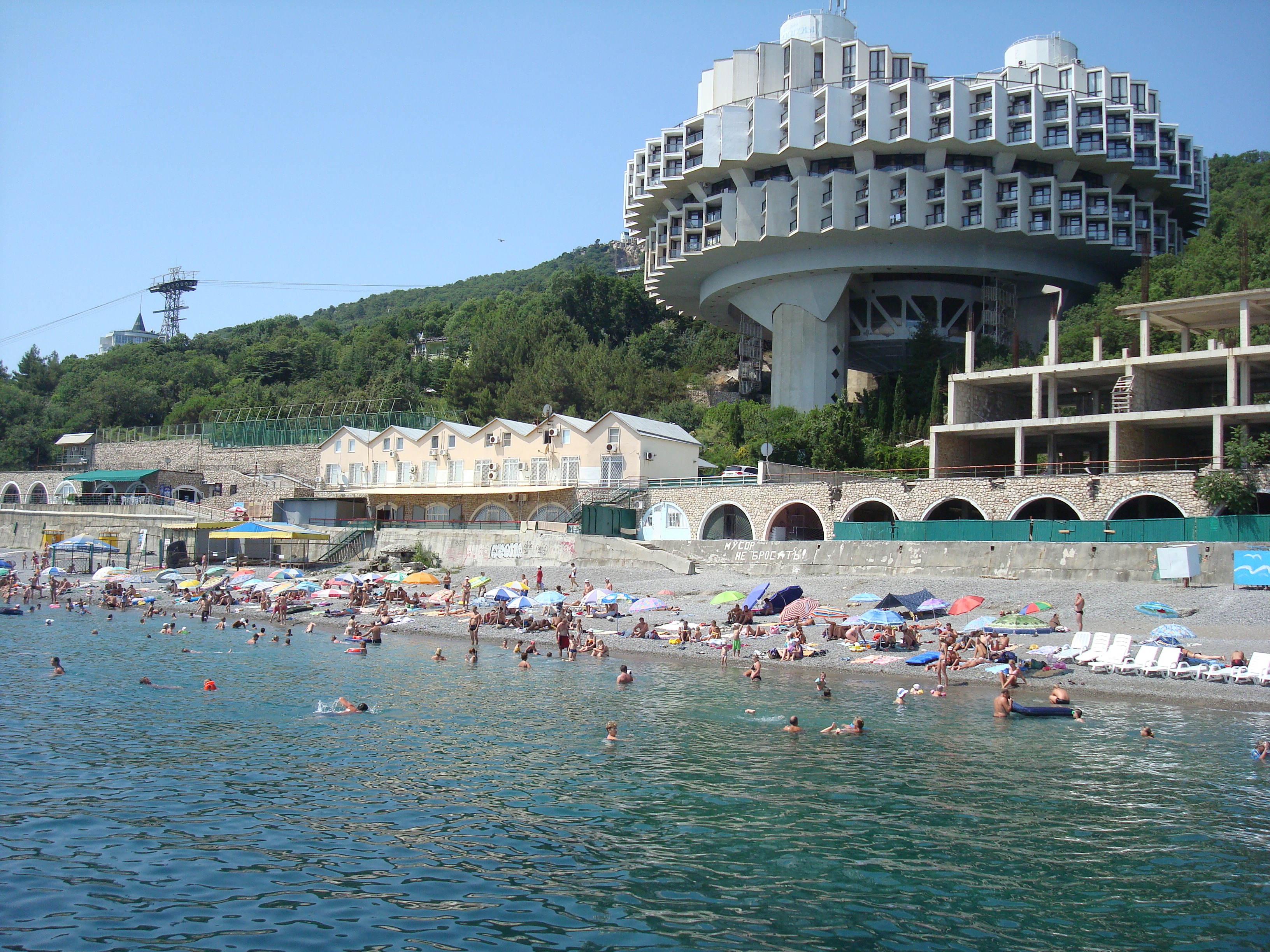
Корпус пансионата «Дружба», 1985

- отель 4* Palmira Palace (Пальмира Палас)
- санаторий «Курпаты», корпуса: 
  - «Дружба», авторский коллектив «Курортпроекта», архитекторы  И. А. Василевский, Ю. Стефанчук, 1985,  Объект культурного наследия народов РФ регионального значения. Рег. № 911711012690005 (ЕГРОКН) [30],
  - «Пальмиро Тольятти»;
- санаторий «Горный» (его парк — памятник садово-парковой архитектуры; есть реабилитационное отделение для космонавтов);
- отель «Кичкине»;
- бывший санаторий «Золотой пляж».